# Estación de autobuses de Valladolid
La estación de autobuses de Valladolid es la única estación de autobuses de la ciudad de Valladolid, España. Fue inaugurada el 13 de julio de 1972.

## Ubicación
Se sitúa en la calle del Puente Colgante n.º 2, a aproximadamente 500 metros de la estación de ferrocarril de Campo Grande, sobre el solar de lo que fue la antigua de Campo de Béjar, la terminal de la línea de vía estrecha a Medina de Rioseco. Dentro de ella se encuentran varios servicios de hostelería, alimentación y prensa, además de la oficina de la Junta de Castilla y León para la venta de abonos del Transporte Metropolitano de Valladolid.
Es una estación céntrica y cercana a la de trenes, pero dado su estado de conservación el Ayuntamiento de Valladolid prevé trasladarla a otro lugar, en el entorno del Arco de Ladrillo y el paseo de Farnesio, más cercano a la entrada de la carretera de Madrid (N-601), con lo que ambas terminales estarán conectadas directamente por un paso superior a las vías ferroviarias.
En febrero de 2025 se adjudicaron las obras de la renovación de la estación.

## Compañías
Las siguientes empresas operan en la estación de autobuses:
| Empresa         | Servicios |
| ALSA            | Albacete, Barcelona, Granada, Léon, Madrid, Madrid-Barajas, Murcia, Santiago de Compostela |
| Grupo Avanza    | Alaejos, Castellanos, La Orbada, Pajares, Pedrosillo, Salamanca, Venta de Pollos |
| Empresa Cabrero | Alcazaren, Aldeamayor-golf (urbanización), Boecillo, Carramedina (urbanización), El Nogal (urbanización), El Peregrino (urbanización), Íscar, La Peraja, Laguna de Duero, Las Caravana (urbanización),Los Fuentes, Los Arcos (urbanización), Megeces, Mojados, Olmedo, Pago La Barca (urbanización), Pedrajas de San Esteban, Viana de Cega |
| Linecar         | Aldea de San Miguel, Aldeamayor de San Martín, Bernuy de Coca, Carbonero el Mayor, Coca, Corala (urbanización), Cuéllar, Fuente de Santa Cruz, El Henar (santuario), Herrera de Duero, Nava de la Asunción, Navalmanzano, El Otero (urbanización), Pinarejos, Portillo, Portillo-Arrabal, Roda de Eresma, San Miguel del Arroyo, Sanchonuño, Santiago del Arroyo, Santiuste, Segovia, Soto (urbanización), Tabanera de Luenga, Viloria del Henar, Yangüas de Eresma |
| La Regional     | Ampudia, Aniago, Aranda de Duero, Arenillas, Arévalo, Arroyo de la Encomienda, Arroyo de la Encomienda-La Flecha, Ataquines, Baquerín, Berlangas de Roa, Boada de Campos, Boecillo, Cabezón de Pisuerga, Cantaracillo, Cantiveros, Capillas, Castrillo de La Vega, Carraduero (urbanización), Castrillo de Tejeriego, Castromocho, Cigales, Corcos, Cubillas, La Cueva de Roa, Dueñas, Fontiveros, Fresno de la Ribera, Fuensaldaña, Fuente El Sauz, Fuentecen, Fuentelisendo, Fuesntes de Año, Fuentes de Nava, Geria, Gimialcón, Gomeznarro, Hoyales de Rosa, La Cistérniga, Langa de Duero, Las Cortas, Matapozuelos, Medina del Campo, Medina del Campo-Hospital, Meneses, Mojados, El Montico (urbanización), Montealegre, Montealareina, Morales de Toro, Mucientes, Nava del Rey, Nava de Roa, Olivars de Duero, Padilla de Duero, Palacios, Palacios de Campos, Palencia, Panorama (urbanización), Peñafiel, Peñaranda de Bracamonete, Peñasco Bajo, Pesquera de Duero, Piñes de Abajo, Piñel de Arriba, Pozaldez, Puenteduero, Quintanilla de Abajo, Quintanilla de Arriba, Roa de Duero, Rodilana, Rueda, Salvadios, San Bernardos, San Miguel del Pino, Santovenia de Pisuerga, Sardón de Duero, La Seca, Serrada, Simancas, Tordesillas, Toro, Torrecilla del Valle, Torremormojón, Trigueros, Tudela de Duero, Valbuena de Duero, Valdestillas, Valoria del Alcor, Valoria la Buena, Vega Sicilia, Ventosa de la Cuesta, Villabañez, Villaseter, Vilalba de los Alcores, Villamarciel de Cerrato, Villanueva del Acercal, Villanueva de Duero, Villarramiel, Villaquerín, Villeras, Zamora |

## Galería

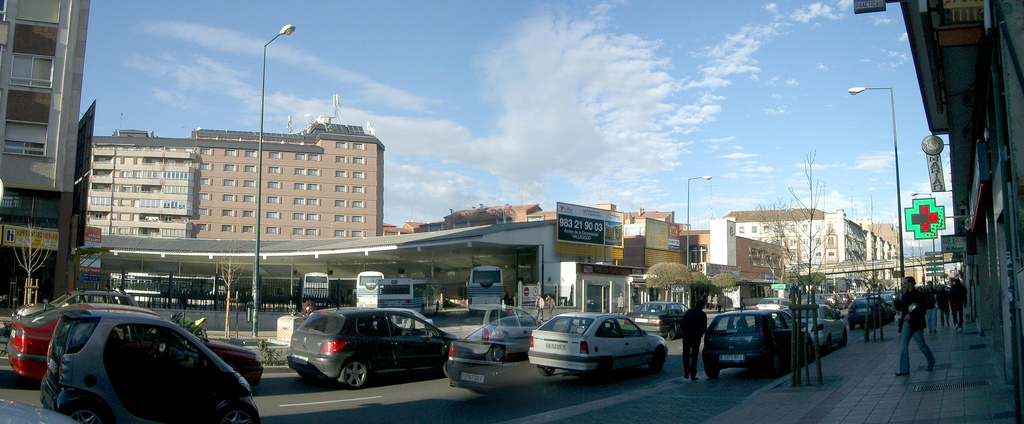
Vista desde fuera
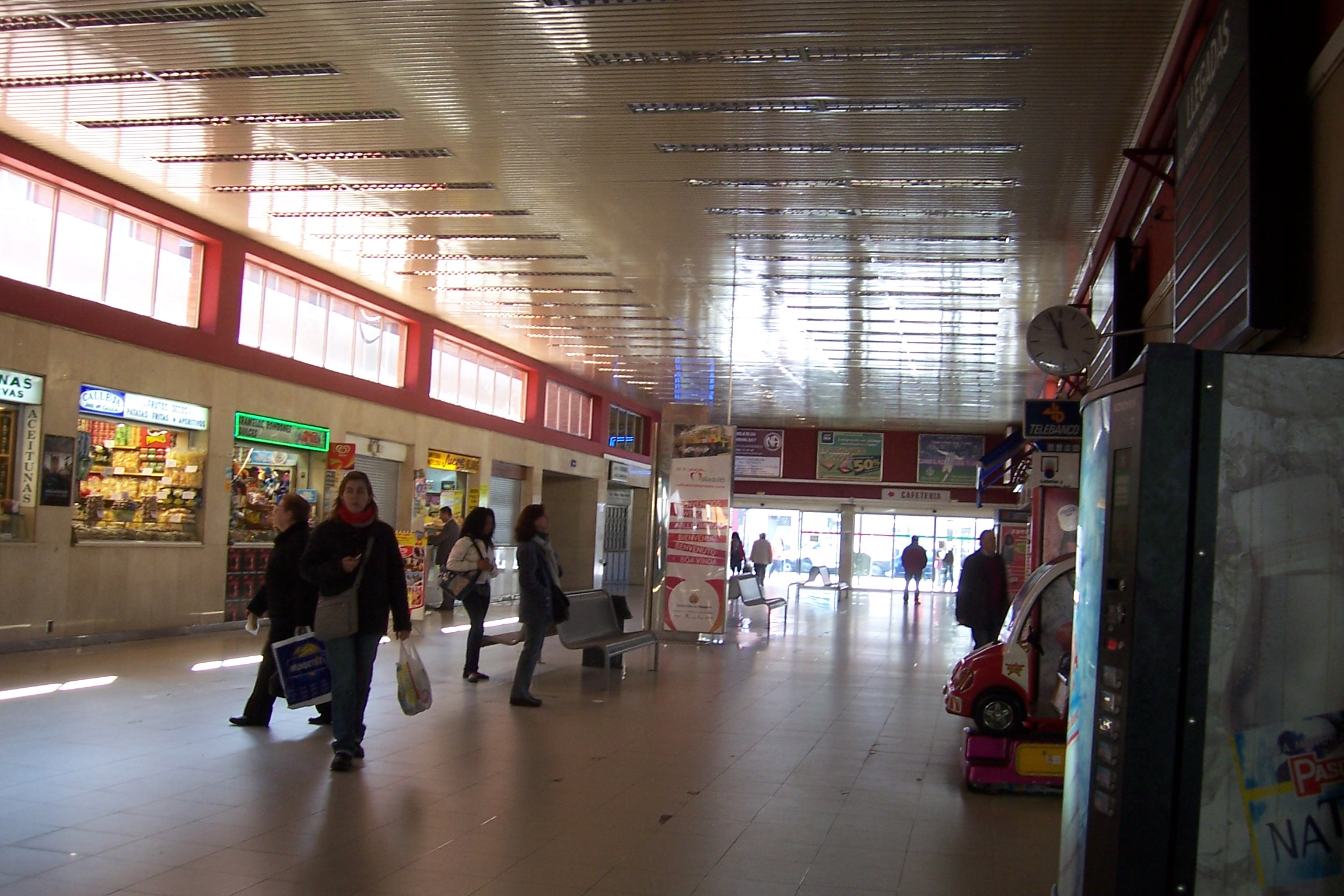
El interior
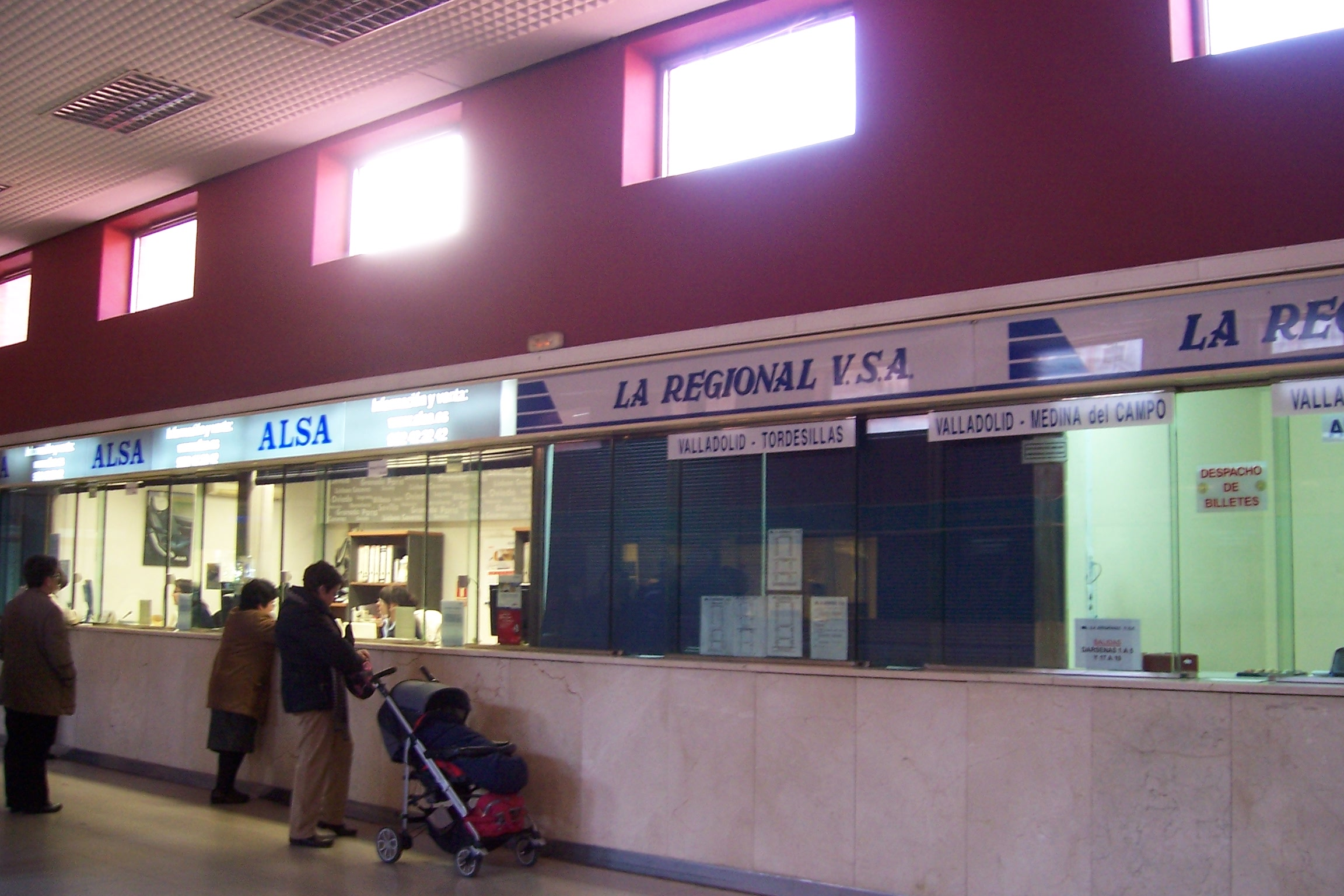
Taquillas y mostradores
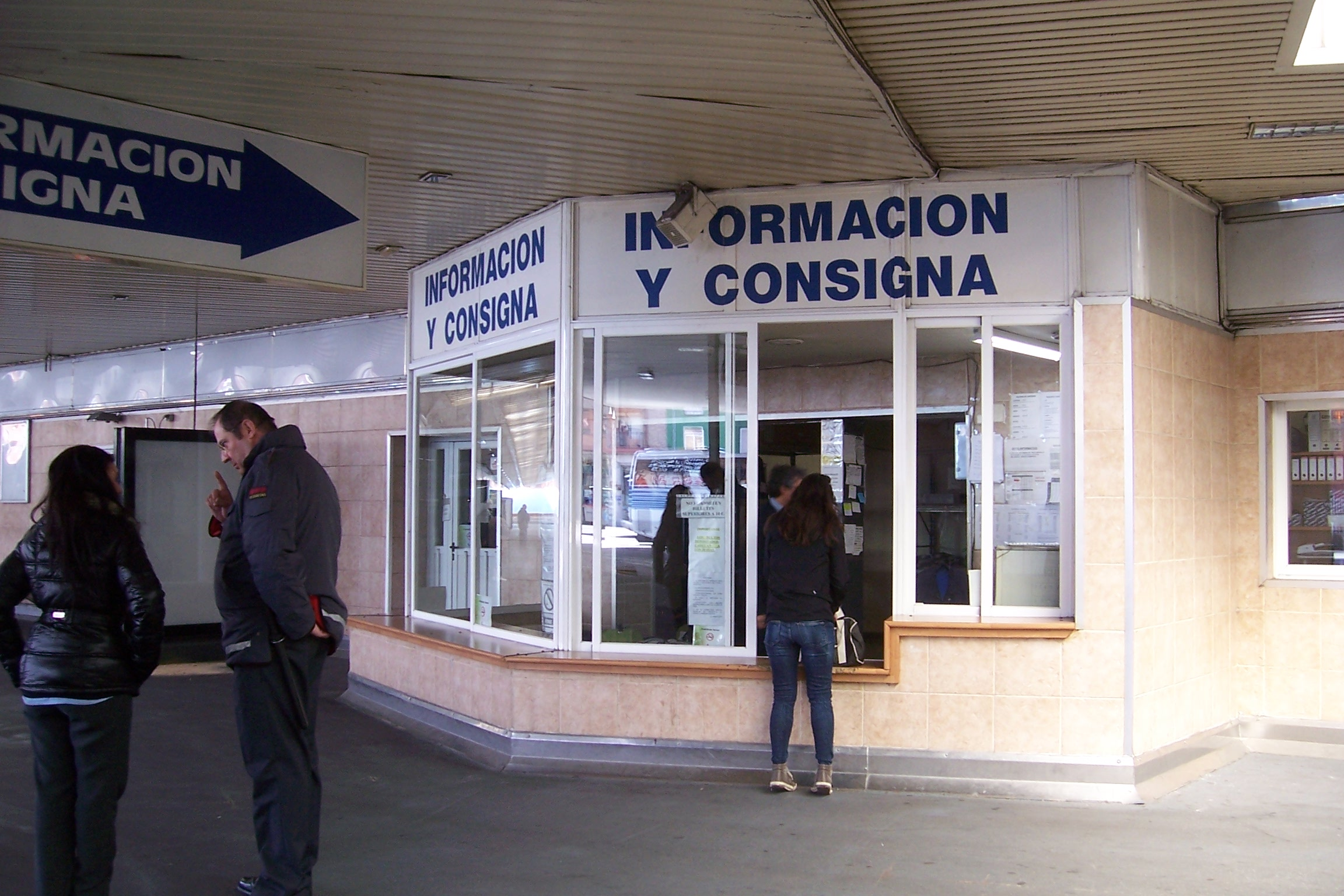
Información
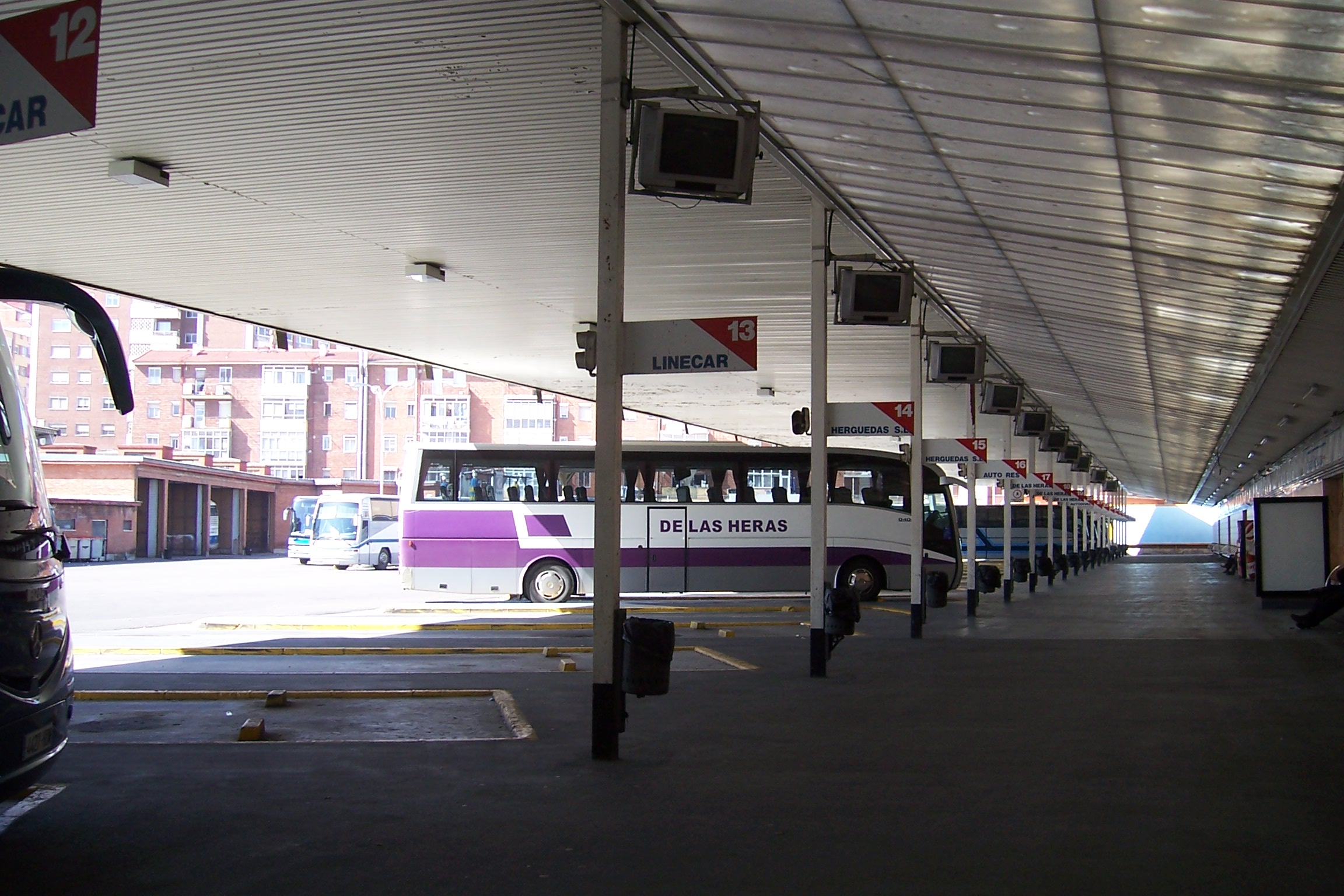
Andenes y plataformas